# Libovice
Libovice település Csehországban, a Kladnói járásban. Libovice Řisuty, Kvílice, Jedomělice, Slaný, Tuřany, Plchov és Kutrovice településekkel határos. Lakosainak száma 385 fő (2024. január 1.).

## Népesség
A település lakosságának változását az alábbi diagram mutatja:
| Lakosok száma | 601  | 527  | 494  | 318  | 246  | 229  | 370  | 369  | 377  | 385  |
|               | 1869 | 1890 | 1921 | 1950 | 1980 | 2001 | 2017 | 2019 | 2022 | 2024 |